# Michal Dlouhý

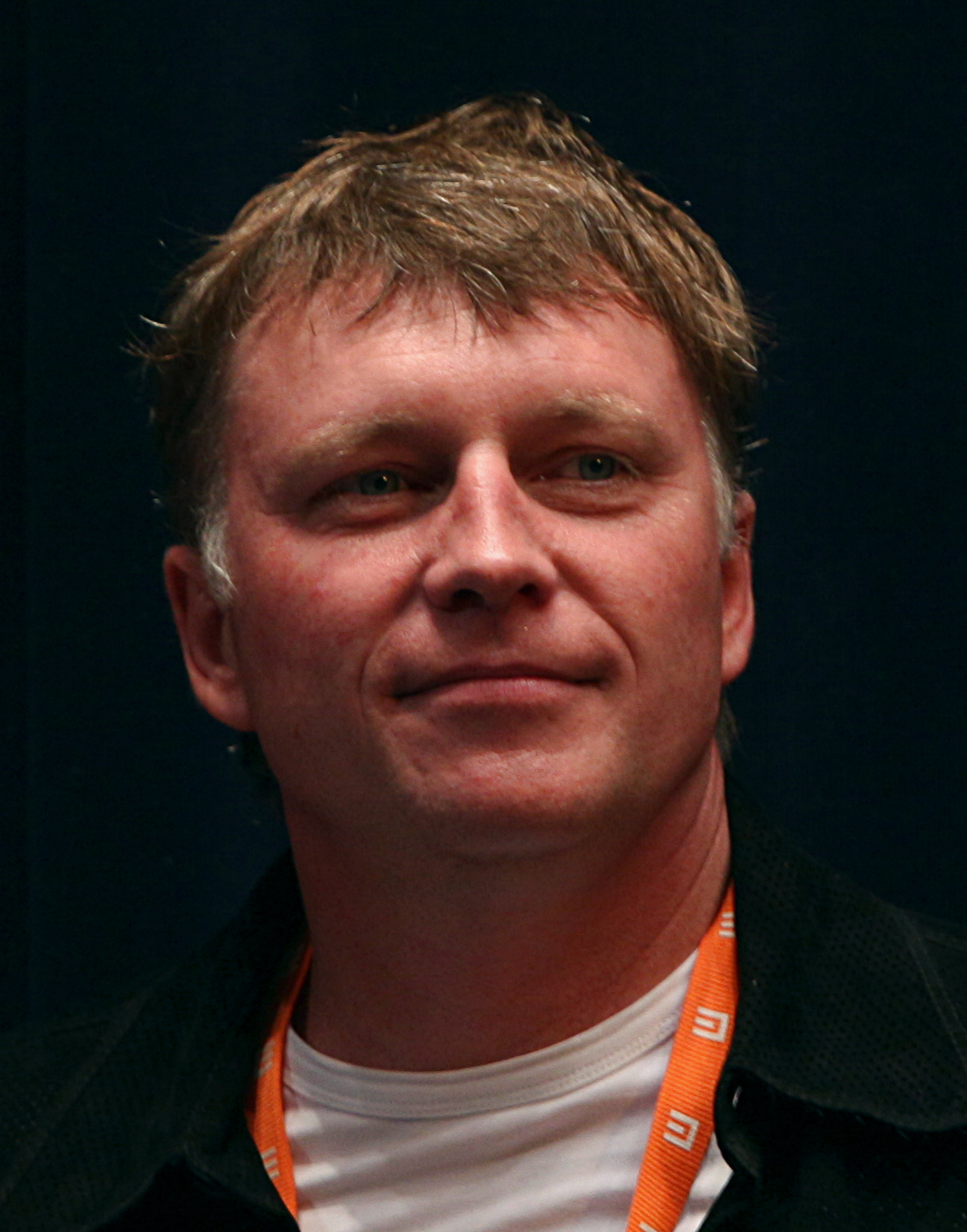
Michal Dlouhý beim 44. Internationalen Film Festival Karlovy Vary

Michal Dlouhý (* 29. September 1968 in Prag) ist ein tschechischer Schauspieler.

## Leben
In Deutschland wurde er vor allem bekannt durch seine Kinderrolle in der TV-Serie Die Magermilchbande (1978/79). Sein älterer Bruder war der Schauspieler Vladimír Dlouhý.

## Filmografie (Auswahl)
- 1979: Liebe zwischen Regentropfen  (Lásky mezi kapkami deště)
- 1980: Die Zuckerbaude (Cukrová bouda)
- 1981: Wie die Hasen (Jako zajíci)
- 1985: Notruf (Tísňové volání)
- 1989: Dunkle Geschäfte (Divoká svině)
- 1991: Der Froschkönig (Žabí král)
- 1993: Die sieben Raben (Sedmero krkavců)
- 1995: Der Geschmack des Todes (Jak chutná smrt)
- 2001: Ein königliches Versprechen (Královský slib)
- 2010: Akte Kajínek (Kajínek)
- 2015: Jan Hus